# Novato del Año de la J. League
El Novato del Año de la J. League es un premio anual otorgado por la J. League al novato más destacado de la temporada. Para ser considerado novato, un jugador debe estar en su primer año profesional de fútbol (nacional o internacional).
Los nombres de los jugadores que aparecen en negrita también fueron nombrados en los once mejores de esa temporada.
| Año  | Futbolista           | Club                | Posición | Nacionalidad |
| ---- | -------------------- | ------------------- | -------- | ------------ |
| 1993 | Masaaki Sawanobori   | Shimizu S-Pulse     | MED      | Japón        |
| 1994 | Kazuaki Tasaka       | Bellmare Hiratsuka  | MED      | Japón        |
| 1995 | Yoshikatsu Kawaguchi | Yokohama Marinos    | POR      | Japón        |
| 1996 | Toshihide Saito      | Shimizu S-Pulse     | DEF      | Japón        |
| 1997 | Atsushi Yanagisawa   | Kashima Antlers     | DEL      | Japón        |
| 1998 | Shinji Ono           | Urawa Red Diamonds  | MED      | Japón        |
| 1999 | Yuji Nakazawa        | Verdy Kawasaki      | DEF      | Japón        |
| 2000 | Kazuyuki Morisaki    | Sanfrecce Hiroshima | DEF      | Japón        |
| 2001 | Koji Yamase          | Consadole Sapporo   | MED      | Japón        |
| 2002 | Keisuke Tsuboi       | Urawa Red Diamonds  | DEF      | Japón        |
| 2003 | Daisuke Nasu         | Yokohama F. Marinos | DEF      | Japón        |
| 2004 | Takayuki Morimoto    | Tokyo Verdy 1969    | DEL      | Japón        |
| 2005 | Robert Cullen        | Júbilo Iwata        | DEL      | Japón        |
| 2006 | Jungo Fujimoto       | Shimizu S-Pulse     | MED      | Japón        |
| 2007 | Takanori Sugeno      | Yokohama F.C.       | POR      | Japón        |
| 2008 | Yoshizumi Ogawa      | Nagoya Grampus      | MED      | Japón        |
| 2009 | Kazuma Watanabe      | Yokohama F. Marinos | DEL      | Japón        |
| 2010 | Takashi Usami        | Gamba Osaka         | MED      | Japón        |
| 2011 | Hiroki Sakai         | Kashiwa Reysol      | DEF      | Japón        |
| 2012 | Gaku Shibasaki       | Kashima Antlers     | MED      | Japón        |
| 2013 | Takumi Minamino      | Cerezo Osaka        | DEL      | Japón        |
| 2014 | Caio                 | Kashima Antlers     | MED      | Brasil       |
| 2015 | Takuma Asano         | Sanfrecce Hiroshima | DEL      | Japón        |
| 2016 | Yosuke Ideguchi      | Gamba Osaka         | MED      | Japón        |
| 2017 | Yuta Nakayama        | Kashiwa Reysol      | DEF      | Japón        |
| 2018 | Hiroki Abe           | Kashima Antlers     | DEL      | Japón        |

## Títulos por club
| # | Club                | Ganadores |
| - | ------------------- | --------- |
| 1 | Kashima Antlers     | 4         |
| 2 | Shimizu S-Pulse     | 3         |
| 2 | Yokohama F. Marinos | 3         |
| 4 | Tokyo Verdy         | 2         |
| 4 | Urawa Red Diamonds  | 2         |
| 4 | Sanfrecce Hiroshima | 2         |
| 4 | Gamba Osaka         | 2         |
| 4 | Kashiwa Reysol      | 2         |
| 9 | Consadole Sapporo   | 1         |
| 9 | Júbilo Iwata        | 1         |
| 9 | Shonan Bellmare     | 1         |
| 9 | Yokohama FC         | 1         |
| 9 | Nagoya Grampus      | 1         |
| 9 | Cerezo Osaka        | 1         |